# Коныс
Коныс (каз. Қоныс) — село в Казталовском районе Западно-Казахстанской области Казахстана. Входит в состав Казталовского сельского округа. Находится примерно в 16 км к юго-востоку от села Казталовка. Код КАТО — 274830300.

## Население
В 1999 году население села составляло 488 человек (236 мужчин и 252 женщины). По данным переписи 2009 года, в селе проживало 386 человек (189 мужчин и 197 женщин).